# Corea del Nord agli XI Giochi olimpici invernali
La Corea del Nord partecipò agli XI Giochi olimpici invernali, svoltisi a Sapporo, Giappone, dal 3 al 13 febbraio 1972, con una delegazione di 6 atlete impegnate in una disciplina.